# 周詔 (正德進士)
周詔（1484年—？年），字廷綸，號臺山，四川敘州府富順縣人，明朝政治人物。

## 生平
正德五年（1510年）庚午四川乡试第四十八名举人，正德十二年（1517年）丁丑科會試第三百三十三名，廷试三甲二百六名進士。都察院观政，授江西泰和縣知縣。嘉靖初年，擢任戶部主事。大禮議期間，參與左順門哭諫，被廷杖。歷升員外郎、郎中。出为雲南府知府。嘉靖十年（1531年），调爲湖廣衡州府知府，改荊州府，皆有政聲。

## 著作
曾修《石鼓書院志》四卷。

## 家族
曾祖周轍，祖周秉儒，父周萬斗，母范氏；繼母曾氏。慈侍下。